# Rock Me (песня ABBA)
«Rock Me» (первоначально: «Didn’t I?» и «Baby») — песня, записанная в 1974 году шведской группой ABBA, где Бьорн Ульвеус исполнил ведущий вокал (что достаточно редко для группы). Впервые вышла на альбоме ABBA.
Кроме того, песня использовалась в качестве второй стороны для сингла 1975 года «I Do, I Do, I Do, I Do, I Do». Однако, после успеха «I Do, I Do, I Do, I Do, I Do» в чартах Австралии и Новой Зеландии (№ 1), «Rock Me» вышла как первая сторона (в 1978 году), достигнув № 4 и № 2 соответственно. Также она вышла как первая сторона в Югославии в 1979 году и была включена на компиляцию Greatest Hits Vol. 2 — единственной из песен на релизе, записанных не между 1976 и 1979 годом. ABBA также исполнили песню в каждом из их мировых турне, а также в ABBA: The Movie (1977) и документальном фильме 1979 года ABBA In Concert.

## Кавер-версии и прочее
- Немецкая евродэнс-группа E-Rotic записала свою версию песни для трибьют-альбома 1997 года Thank You for the Music.
- ABBA исполняют песню в фильме «ABBA: The Movie» (1977).